# St. Johannes (Ellierode)

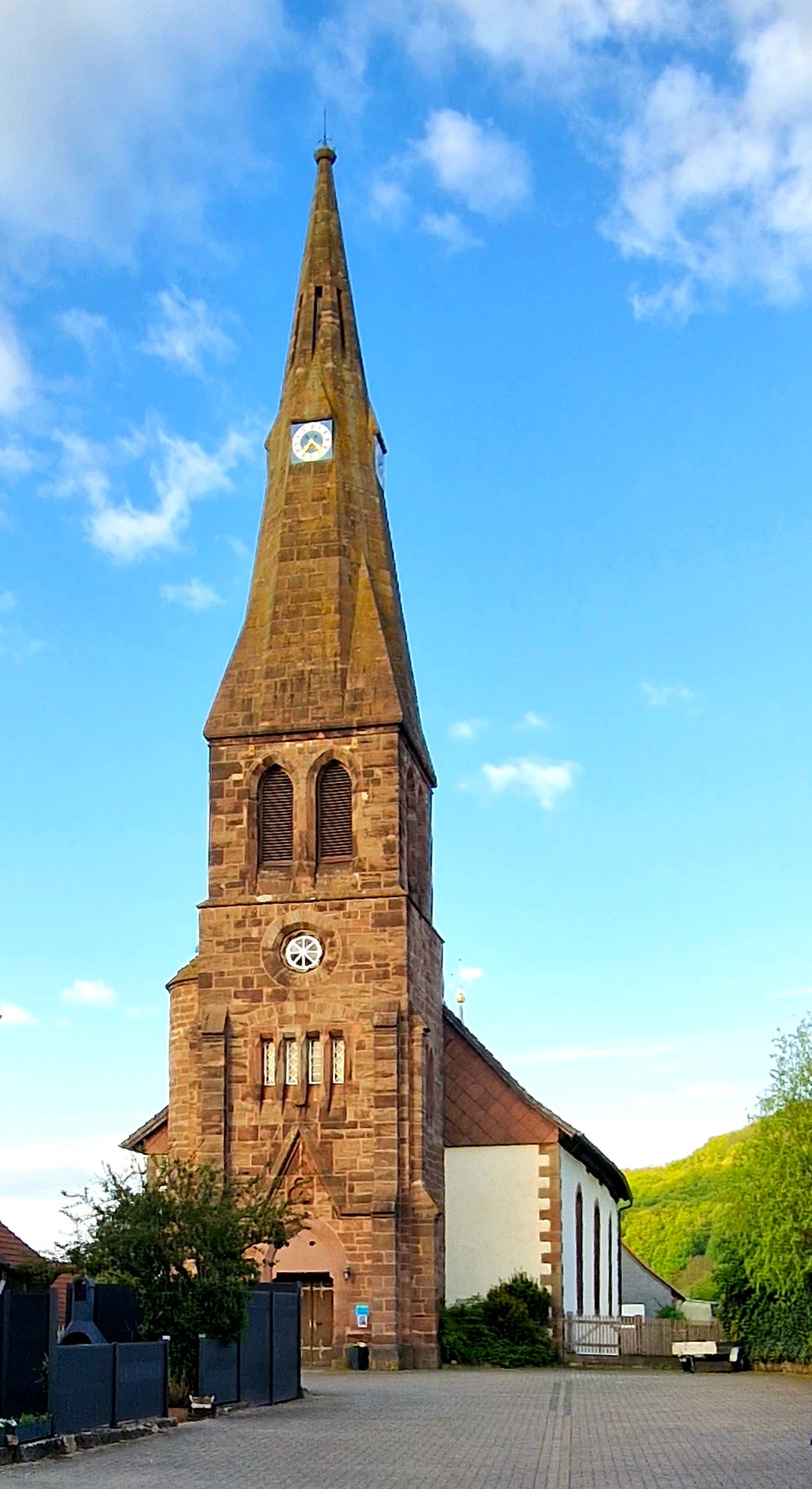
St. Johannes

Die evangelisch-lutherische Kirche St. Johannes steht in Ellierode, einen Ortsteil der Kleinstadt Hardegsen im Landkreis Northeim in Niedersachsen. Die Kirchengemeinde gehört zum Kirchenkreis Leine-Solling im Sprengel Hildesheim-Göttingen der Evangelisch-lutherischen Landeskirche Hannovers.

## Beschreibung
Die Kirche wurde gegen Ende des 15. Jahrhunderts errichtet, am 4. März 1486 soll Ellierode laut Letzner in einer Fehde geplündert und verbrannt worden sein. Gesicherter ist eine Plünderung während des Dreißigjährigen Krieges, so schreibt Johann Gabriel Domeier: Die Kirche ist im Jahr 1623 aller ihrer Gerätschaften an Kelchen, Leuchern etc. durch die im Lager bei Adelepsen, unter denen Befehlen des Kayserlichen Generals Grafen von Tilly, gestandene Truppen beraubet worden.
In den Jahren 1747 bis 1749 wurde das baufällig gewordene und zusammengestürzte Kirchengebäude aus Feld- und Bruchsteinen als schlichte verputzte Saalkirche mit Ecksteinen erneuert. An jeder Längsseite befinden sich drei Fenster, deren Gewände aus Sandstein bestehen.
Auf dem Westgiebel gab es einen kleinen Giebelturm. 1834 wurde die Kirche ausgemalt und der Turm erhielt eine neue Schieferdeckung. 1864–1865 wurde an der Westseite des Kirchengebäudes ein neuer neugotischer Kirchturm gebaut, der bis zur Spitze nur aus Natursteinmauerwerk besteht. Im Archiv der Kirchengemeinde ist ein von Conrad Wilhelm Hase im Mai 1864 gezeichnetes Blatt mit Ansicht und Grundriss des Kirchturms erhalten. Der Kirchturm dürfte daher von Hase entworfen worden sein. Im digitalen Werkverzeichnis von Conrad Wilhelm Hase wurde die Zuschreibung ebenfalls erfasst. Der Kirchturm wurde 1978 neu ausgefugt. Dabei wurde eine starke Verwitterung der Spitze festgestellt, die folglich abgesichert werden musste.

Ansicht des Kirchturms von Ellierode, gezeichnet von C.W. Hase, 1864.

Im Kirchturm hängen drei Glocken, wobei die älteste 1645 für die Kirchengemeinde gegossen wurde. Das frühere Geläut ging wohl 1625 während der Belagerung von Göttingen verloren, die 1646 gegossene könnte ein Neuguss aus beschädigten Resten sein. Die größte Glocke stammt aus dem Jahr 1956, die jüngste wurde 1967 vom damaligen Pastor Kropatschek gestiftet. 1988 wurde das Hubwerk und Hammerwerk der Turmuhr erneuert. Beide wurden von Gebr. Rincker gegossen.
Der Innenraum ist mit einem hölzernen Tonnengewölbe überspannt, welches grauweiß gefasst oder verputzt ist. Der Saal ist mit Bänken ausgestattet und richtet sich auf den Kanzelaltar aus der Erbauungszeit der Kirche. Unmittelbar über der schlichten Holzmensa des Altares erhebt sich der Kanzelkorb, der von zwei flachen, kassettierten Pilaster mit vergoldeten, korinthischen Kapitellen umrahmt wird, die auf einem Postament auf Mensahöhe ruhen. In das Gesims der Pilaster ist der sechseckige Schalldeckel eingefasst, auf dessen Innenseite eine Taube gemalt ist. Nach oben abgeschlossen wird der Kanzelaltar von einem Volutengiebel mit einem Auge der Vorsehung umgeben von Strahlenkranz und Dreieck. Links und rechts des Altars befinden sich je ein rundbogiger Durchgang, wobei ein weiterer Rundbogen die Verbindung zur Wand herstellt. Die Brüstung wird durch jeweils zwei Kassetten geziert.
Die historischen Emporen sind unverändert erhalten. Sie ruhen auf Säulen mit sehr schematischen ionischen Kapitellen, von denen durch gerundet gesägte Blenden wohl das Motiv der Rundbogen der Altarwand aufgegriffen wird. Auch die Brüstung der Emporen ist kassettiert. Innerhalb der grau gefassten Kassetten befand sich eine dezente Bemalung mit stilisierten Blättern, volutengleichen Zweigen und darin eingeschlossenen Blüten. Bei einer Renovierung wurde die ornamentale Malerei 1958/59 in Grautönen übermalt. Vorerst an drei Stellen wurde diese Malerei bei einer Sanierung 1989 von einem Restaurator freigelegt. Im November 2021 wurde von einer Restauratorin – finanziert aus Mitteln des freiwilligen Kirchengeldbeitrages – die Malerei in zwei weiteren Kassetten der Orgelempore freigelegt.
1964 wurde das Kirchengebäude im Osten um eine Sakristei erweitert. In dieser befindet sich unter anderem auch der ehemalige Archivschrank aus dem 19. Jahrhundert.

## Orgel
Die Orgel mit 18 Registern, verteilt auf 2 Manuale und ein Pedal, wurde 1854 von Friedrich Wilhelm Euler gebaut, 1957 von Paul Ott umgebaut und nach einer Initiative des dazu gegründeten Arbeitskreises Orgel 2018 von Jörg Bente zum Teil restauriert.

Disposition von F.W. Euler, 1854
| I Hauptwerk C, Cis–f3 |     |
| Bordun                | 16′ |
| Prinzipal             | 8′  |
| Gamba                 | 8′  |
| Hohlflöte             | 8′  |
| Oktav                 | 4′  |
| Gedackt               | 4′  |
| Oktav                 | 2′  |
| Mixtur III            | 2′  |

| II Hinterwerk C, Cis–f3 |    |
| Gemshorn                | 8′ |
| Gedackt                 | 8′ |
| Rohrflöte               | 4′ |
| Flageolett              | 2′ |

| Pedalwerk C, Cis–c1 |     |
| Subbass             | 16′ |
| Oktavbass           | 8′  |
| Oktav               | 4′  |
| Posaune             | 16′ |

- Nebenzüge: Manualkoppel, Pedalkoppel, Calkantenklingel

Disposition von Paul Ott, 1957
| Hauptwerk |        |
| Prinzipal | 8′     |
| Gedackt   | 8′     |
| Oktav     | 4′     |
| Gedackt   | 4′     |
| Nasat     | 2 ⁄3′  |
| Oktav     | 2′     |
| Terz      | 1 3⁄5′ |
| Mixtur IV | 1 2⁄3′ |

| Hinterwerk |      |
| Gedackt    | 8′   |
| Rohrflöte  | 4′   |
| Flageolett | 2′   |
| Zimbel III | 1⁄3′ |
| Dulzian    | 8′   |

| Pedalwerk  |     |
| Subbass    | 16′ |
| Oktavbass  | 8′  |
| Oktave     | 4′  |
| Flachflöte | 2′  |
| Posaune    | 16′ |

## Patrozinium
Die heutige Kirchengemeinde nennt sich Ev.-Luth. Johannes-Kirchengemeinde Ellierode-Hettensen. Dieser Name wurde nach 1989 eingeführt und bezieht sich damit auf die kurze Beschreibung der Kirche in der handschriftlichen Chronik von Johannes Letzner. In seiner in Hannover erhaltenen Handschrift von 1603 heißt es: Elliegerode iſt ein ſonderlich pfarrkirche in die erhe unſer lieben Frawen und S Ioannis geſtiftett, darin Heddenhauſen in honore(m) Andrea gebawet, Aſche und Lichtenborn filiale ſindt.
In der Letzner-Handschrift in Wolfenbüttel heißt es wiederum: Die pfarr vnd kirch zu Ellingerode auch im Ambt Hardessen gelegen, ist anfenglich in honorem Dei et St. Johannis gestifftet vnd gebawet vnd gehoren dahin folgende Dorffer als Asche, Heddenhusen und Lichtenborn. Die Filial Capell zu Heddenhusen ist in honorem Dei et.S.Andreae gestifftet, gebawet, auch zimlich begabet und begütert.
In einem Briefwechsel im Vorfeld der Festschrift zur Renovierung wird sich 1989 beim Heimatpfleger Herbert Heere erkundigt, ob der Name der Kirche tatsächlich St. Johannis ist. Er teilt daraufhin das obige Zitat aus Letzners Chronik mit, die auch in der Festschrift zitiert wird. Abschließend wird in der Festschrift jedoch bemerkt: Ob die heutige Kirche auch einen Namen hat, ist nicht bekannt. Im Pfarrarchiv ist noch kein Schriftstück entdeckt worden, das einen Namen für die Kirche belegen könnte.
In dem Eintrag des Kirchengemeindelexikons wird das Patrozinium nicht verwendet.

## Pastoren
Die Pastoren der Kirche Ellierode sind zugleich auch Pastoren in Hettensen. Domeier listet die Pastoren bis Johann Ludwig Grahle auf, im Kirchengemeindelexikon der Landeskirche Hannover sind diese bis 1940, in der Festschrift 1989 bis zum damaligen Zeitpunkt erfasst. Auf der vom damaligen Ortsbürgermeister Rainer Glahe angelegten Website der Ortschaft Hettensen wurde die Liste bis 2020 fortgeführt. Seit dem 1. Oktober 2020 ist Nicolas Buschatzky Pastor der Kirchengemeinde Ellierode-Hettensen.

- 1528–1543 (1547 o. 1551) Georg Stenneberg[33]
- 1547–1593 Lorentz Stenneberg[34]
- 1593–1623 Nikolaus Brendecke[35]
- 1623–1666 Christoph Brauns
- 1666–1682 Hermann Grether
- 1682–1696 Christoph Lüdemann
- 1696–1710 Justus Hermann Wattenberg[36]
- 1711–1752 Johann Heinrich Müller[37]
- 1753–1792 Johann Ludwig Grahle
- 1792–1800 Christian Karl Adolf Lodemann[38]
- 1800–1808 Johann Heinrich Christian Hilmer
- 1808–1834 Georg Heinrich August Unverzagt
- 1834–1845 Johann August Haltenhoff
- 1846–1861 Georg Gottlieb Leopold Ost[39]
- 1861–1888 Hermann Gottlieb Engel
- 1889–1892 Hermann Thomas Friedrich Blumenthal[40]
- 1892–1916 Eduard Karl Johann Stiegemeyer
- 1918–1934 Ernst Friedrich Christian Bergmann
- 1938–1967 Dr. Hans Viktor Wilhelm Kropatscheck[41]
- 1967–1968 Alexander Rose
- 1969–1973 Hans-Joachim Kämmer
- 1973–1978 Manfred Hickmann
- 1979–1987 Christan Reisner
- 1987–1990 Bernd Menzel
- 1990–1995 Wolfgang A. Mandt
- 1996–2003 Detlef Lönneker
- Mai–Aug. 2004 Karen Schepke
- 2004–2008 Anne-Christin Ruhnke-Ladwig
- 2009–2015 Dr. Claas Cordemann
- 2015–2020 Horst Metje
- seit 2020 Nicolas Buschatzky